# Cascajares de la Sierra
Cascajares de la Sierra ist ein nordspanischer Ort und eine Gemeinde (municipio) mit nur noch 27 Einwohnern (Stand: 2024) im Süden der spanischen Provinz Burgos in der autonomen Region Kastilien-León. Der Ort gehört zur bevölkerungsarmen Region der Serranía Celtibérica.

## Lage und Klima
Der Ort Cascajares de la Sierra liegt gut 46 km (Fahrtstrecke) südöstlich der Provinzhauptstadt Burgos auf dem Nordufer des Río Arlanza in einer Höhe von ca. 925 m. Die sehenswerten Orte Covarrubias und Santo Domingo de Silos liegen nur ca. 15 km westlich bzw. 26 km südlich. Das Klima ist trotz der Höhenlage gemäßigt bis warm; Regen (ca. 540 mm/Jahr) fällt übers Jahr verteilt.

## Bevölkerungsentwicklung
| Jahr      | 1857 | 1900 | 1950 | 2000 | 2017 |
| Einwohner | 189  | 149  | 162  | 28   | 37   |

Die Mechanisierung der Landwirtschaft und die Aufgabe bäuerlicher Kleinbetriebe haben seit der Mitte des 20. Jahrhunderts zu einem deutlichen Rückgang der Einwohnerzahlen geführt (Landflucht).

## Wirtschaft
Der Ort war und ist in hohem Maße von der Landwirtschaft geprägt; angebaut werden vorwiegend Weizen und Gerste. Seit  der Mitte des 20. Jahrhunderts ist der Tourismus in Form der Vermietung von Ferienwohnungen (casas rurales) eine wichtige Einnahmequelle der Gemeinde.

## Geschichte
Auf dem Gemeindegebiet wurden prähistorische und keltische bzw. keltiberische Kleinfunde entdeckt. Die Römerstraße von Uxama Argaela (El Burgo de Osma) nach Clunia oder nach Asturica Augusta (Astorga) verlief entlang des Río Arlanza. Die westgotische Kirche von Quintanilla de las Viñas befindet sich nur 13 km nordwestlich. maurische Spuren fehlen. Der Ort dürfte im Zuge der Wieder- oder Neubesiedlung (repoblación) nach der Rückeroberung (reconquista) der Gebiete nördlich des Duero im 10. Jahrhundert entstanden sein.

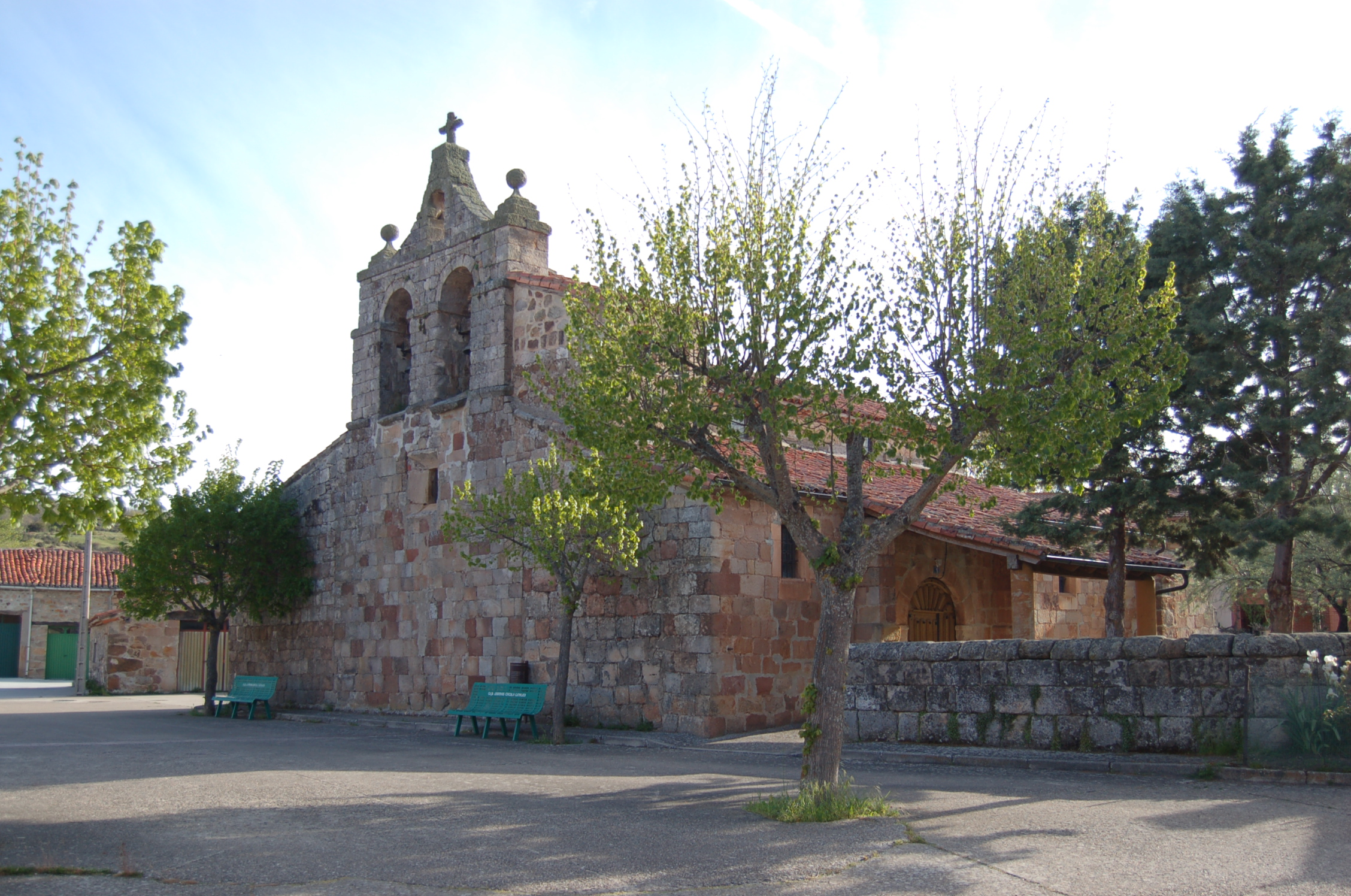
Cascajares de la Sierra – Iglesia de la Natividad de Nuestra Señora

## Sehenswürdigkeiten
- Die dreischiffige Iglesia Parroquial de la Natividad de Nuestra Señora wurde bereits im 13. Jahrhundert erbaut; aus dieser Zeit sind noch die romanische Apsis und der außergewöhnlich reich reliefierte Taufstein (pila bautismal) erhalten. Die Apsis verfügt über ein kleines Mittelfenster mit eingestellten Säulchen und einen über die senkrechten Dreiviertelsäulen verkröpften Kugelfries. Die Malereien im Innern der Apsis sind dagegen ein Werk des 15. Jahrhunderts. Der Glockengiebel (espadaña) mit seinen seitlichen Kugelaufsätzen wurde in der Barockzeit hinzugefügt.
- Auf einem abgetreppten Podest im Ortszentrum befindet sich ein steinerner Brunnen (fuente).
- Die Ruine einer Wassermühle steht am Flussufer.